# Grand Timor

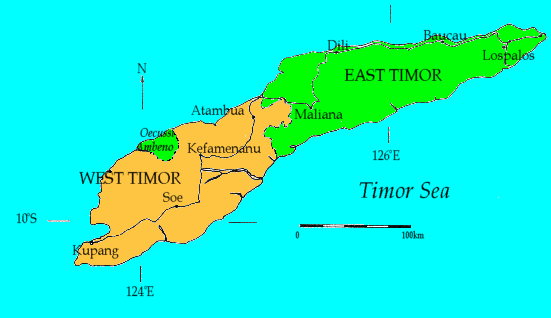
L'île de Timor.

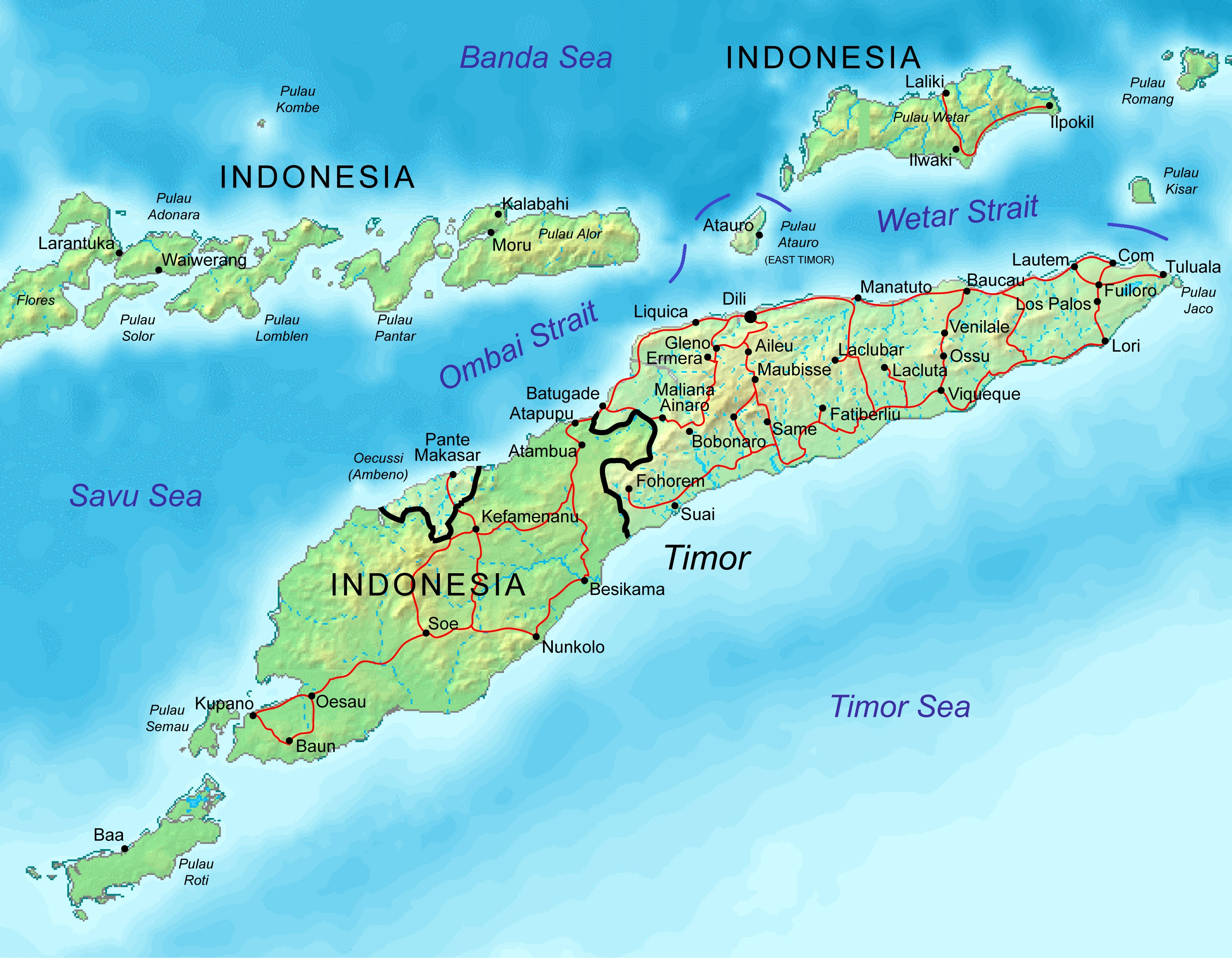
L'île de Timor.

Grand Timor (en portugais : Grande Timor, en indonésien : Timor Raya ) fait référence au concept irrédentiste d'une île unie et indépendante du Timor, qui est actuellement divisée entre l'État indépendant du Timor oriental et le territoire indonésien du Timor occidental. Le concept d'unification (ou de réunification) de l'île a été évoqué depuis le milieu du XXe siècle.

## Histoire
Historiquement, l'idée d'unir l'île de Timor a été exprimée par plusieurs groupes timorais. Le point de référence le plus ancien est l'empire précolonial de Wehali, dont le centre se trouvait dans l'actuel Timor occidental, mais dont le groupe dirigeant était le Tétoun, parlant le belunais, associé aux habitants du Timor oriental.
Pendant l'occupation japonaise de l'île (1942-1945), des efforts japonais et timorais ont été déployés pour unir le Timor occidental et oriental grâce à la mise en relation des autorités traditionnelles du Timor néerlandais et portugais. En particulier, Tōru Maeda (ja) (un agent de renseignement japonais, plus tard poète, qui servit dans l'armée à Viqueque et Atambua) a joué un rôle déterminant dans un jumelage entre la famille de Don Joaquim da Costa d'Ossu et le clan Nai-Buti à Atambua.
En 1974-1975, l'APODETI, un parti est-timorais, a exprimé sa volonté d'intégrer le Timor oriental et le Timor occidental par une intégration dans la république d'Indonésie. Cette idée se reflétait dans la version portugaise originale de la soi-disant Déclaration de Balibo dans laquelle les signataires déploraient la séparation avec le «peuple indonésien de Timor» par la démarcation des frontières coloniales.
Le Timor oriental a été envahi et occupé par l'Indonésie en 1975, qui a annexé le territoire en tant que « 27e province » en 1976, mais lors d'un référendum organisé en 1999, le peuple du Timor oriental a voté pour mettre fin à l'occupation indonésienne et devenir un État indépendant. Cela a provoqué une colère généralisée parmi de nombreux nationalistes indonésiens, en particulier dans l'armée.
En 2001 et 2002, avant l'indépendance du Timor oriental, l'armée indonésienne  et certains commentateurs ont affirmé que ceci inspirerait la sécession du Timor occidental de l'Indonésie.
Le mouvement indépendantiste du FRETILIN n'a à aucun moment revendiqué le Timor occidental, ni avant l'invasion indonésienne ni après. Après le rétablissement de son indépendance en 2001, le gouvernement du Timor oriental reconnaît pleinement les frontières existantes de l'Indonésie héritées des Indes orientales néerlandaises.